# Scotty Smith

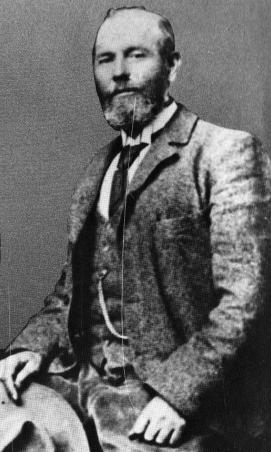
George St Leger Gordon Lennox ook bekend als Scotty Smith c.1902

George St Leger Lennox (1845 – 1919), in de volksmond bekend als Scotty Smith, was een Zuid-Afrikaans bandiet, bekend als Zuid-Afrika's Robin Hood. Hij werd bekend als veedief, liefhebber van paarden, handelaar in illegale diamanten en vriend van de armen.

## Jeugd
Volgens Metrowich wilde Scotty niet trouwen met het meisje dat zijn vader voor hem had gekozen, en verspeelde hij daarmee zijn erfenis. George, of Scotty zoals hij bij voorkeur werd genoemd, werd opgeleid als dierenarts en ging naar Australië, waar hij goud ging zoeken bij Kalgoorlie. Blijkbaar had hij niet veel succes. Later probeerde hij zijn geluk als bokser in New York, en als veterinair medewerker van een legerregiment in India.

## Zuid-Afrika
Scotty ging in 1877 naar Zuid-Afrika en trad toe tot de bereden grenspolitie. Het is niet exact bekend hoe en wanneer zijn militaire carrière ten einde kwam of hoe hij aan de bijnaam "Scotty Smith" kwam. Hij
was betrokken bij gewapende overvallen, diefstal, olifantenjacht en andere activiteiten in de toenmalige Beetsjoeanaland (Botswana). Hij was ook betrokken bij diamanthandel en veediefstal. Hij werd enkele keren gepakt en veroordeeld, maar het lukte hem steeds om te ontsnappen.
Zijn bijnaam als de Robin Hood van de Kalahari kreeg hij door de rijken te beroven en de buit te delen met de armen.